# Children of the Corn IV: The Gathering
Children of the Corn IV: The Gathering (en España, Los chicos del maíz IV: la reunión) es la cuarta entrega de la serie de películas de terror de Children of the Corn. Fue realizada en 1996, y dirigida por Greg Spence. El filme está protagonizado por Naomi Watts y Karen Black.
La segunda película de la serie en llevarse a video, Children of the Corn IV se puede considerar como un filme independiente, ya que el argumento no está relacionado con las películas anteriores.

## Sinopsis
La enfermera Grace Rhodes llega a un pueblo con el objetivo de cuidar de su madre. Esta tenía pesadillas recurrentes donde un niño llegaba, tocaba a su puerta, y el niño sufría de un raspón entonces ella decidía ayudarlo e iba hacia el segundo piso de su casa por agua oxigenada, vendas, y un vaso de vidrio. En sus sueños, el vaso se le caía directo a su lavabo y se le rompía. Ella tenía estas pesadillas todas las noches.
Grace comienza a trabajar en el consultorio de un doctor, debido a que necesitaba dinero mientras cuidaba a su madre. Un día, su hermana Margaret, al caer la noche, va con Grace a la cocina y dice que se siente mal, estaba hirviendo en fiebre igual que su otro hermano, James. Mientras ella está atendiendo a Margaret (debido a la fiebre), su amiga llega con unas cervezas y ella baja a disfrutarlas con ella.
A la noche siguiente todos los niños están en el hospital debido a la fiebre incontrolable que solo sube y sube de 35° a 42°. Mientras la situación empeora, el doctor y Grace deciden mandar a todos los niños a su casa, quedánsose solamente con cuatro de ellos. Notan que la temperatura va subiendo y empeorando rápidamente, así que deciden ponerle un alto y llenan todas las bañeras del hospital con agua fría y hielo. Los niños se resisten, pero después de intentar hundirlos por al menos dos minutos, la fiebre disminuye. La fiebre había sido causada debido a Josiah que, quemaba a un hombre vivo debido a sus pecados: beber alcohol. Mientras él lo quemaba la fiebre subía y subía.
Grace, debido a lo sucedido, también tiene pesadillas en las que su hermana Margaret se ahoga en un recipiente lleno de agua con sangre. Debido a esto decide llevar a Margaret al hospital y hacerle unas pruebas de sangre. Al obtener los resultados, estos son inconclusos y tienen raros garabatos, así que ella decide hacerse una prueba para revisar que la máquina esté funcionando bien. Al obtener sus resultados, todo parece estar bien. Cuando una señora llega con Doc a decirle que sus hijos (los gemelos) no dejan de ponerse nombres y no obedecen, este se ofrece a cuidarlos, les da una charla y los acuesta. Cuando comienza a oír ruidos va en busca de los niños y ve a Josiah. Luego se queda atrapado entre una pared y una camilla con una navaja al frente que lo parte en dos.
La historia cambia a un hombre con su hijo, Marcus, que se queda encerrado en una habitación con su madre justo un día antes de la mudanza, pero todo se complica cuando llega Josiah con otros niños y matan despiadadamente a la madre de Marcus. Su padre, al no poder abrir la puerta, comienza a gritar y. cuando logra abrirla, ya es muy tarde, su esposa ha muerto. Cuando llama a la policía todos creen que él es el asesino, y él responde que  jamás mataría a su propia esposa. Mientras tanto, Marcus va camino al maizal cuando un policía lo sigue y rueda algo a sus pies. Lo abre y ve que es la cabeza del hombre al que Josiah mató al principio. Cuando el oficial mira detrás suyo, es brutalmente asesinado por Josiah mientras el padre de Marcus justo había ido a buscarlo y también lo acusan de haber asesinado al oficial.
Mientras tanto, en el día, June se da cuenta de que su pesadilla se vuelve realidad, y huye en su coche pero los niños la alcanzan, la llevan al granero y la matan. Esa misma noche, el padre de Marcus va a buscar refugio y llega con una anciana. Mientras, la amiga de Grace en el hospital está examinando la muestra de sangre de todos los niños de la ciudad cuando el padre de Marcus llega para secuestrar a Grace y llevarla con las ancianas para contarle la historia: Josiah era un niño al cual su madre había abandonado y unos predicadores lo habían tomado. Se volvió un predicador exitoso, todo lo que decía se cumplía, era como si lo llevara en las venas, e iba cada verano a la ciudad. Los predicadores se habían hecho ricos gracias a todo el dinero que Josiah les había hecho ganar, pero algo raro ocurría, ya que los años pasaban y Josiah no aumentaba su estatura ni envejecía. Esto se debía a que los predicadores lo alimentaban con mercurio, porque sabían que si crecía dejaría de ganar dinero para ellos. La gente comenzó a acusarlo de ser un demonio, así que todos lo llevaron al granero y lo quemaron vivo. Después fueron por sus restos y los enterraron donde se cultivaba el maíz y era hora de que Josiah descansara y encontrara a alguien igual a él: alguien cuyos padres lo hubiesen abandonado, tenían que acabar con Josiah y el futuro niño que ocuparía su lugar. Al oír eso Grace dice "Margaret" y el padre de Marcus responde "¿tú, hermana?" y ella dice "No, es mi hija". Ambos salen del lugar y van directamente al granero donde los niños se están cortando y diciendo "Te doy mi carne". El padre de Marcus confiesa que si su hijo se llega a cortar morirá desangrado. Mientras tanto, la amiga de Grace, sola en el hospital viendo las muestras, muere asesinada por Josiah. Cuando es el turno de cortarse de Marcus, este comienza a sentirse mareado y cae al suelo. Mientras, Margaret se inclina por caer al recipiente lleno de agua con sangre, Cuando Grace y el padre de Marcus llegan, el Padre de Marcus le da una escopeta a Grace con dos balas rojas de mercurio y varias Negras Calibre 22. Al Entrar el padre de Marcus, rápidamente se lleva a su hijo a su camioneta para curarlo. Mientras tanto, Grace ve el cuerpo de su madre (June )y a Josiah acercándose a ella mientras una mano sale del agua y hunde a Margaret. Con una bala Grace le dispara a una tubería (debido a que habían hecho que por primera vez en mucho tiempo corriera agua por ellas) y empieza a salir agua cayéndole a Josiah. Mientras los niños golpean la camioneta donde Marcus y su padre se encuentran, Josiah comienza a derretirse hasta morir. Cuando él muere los niños despiertan y dejan de golpear la camioneta del padre de Marcus y Grace corre a ayudar a su Margaret. Cuando la saca le da RCP (Respiración Boca a Boca) y ella despierta.Al final de la película, James, Marcus, su padre, Margaret y Grace se mudan.

## Reparto
- Naomi Watts - Grace Rhodes
- Jamie Renée Smith - Margaret Rhodes
- Karen Black - June Rhodes
- Mark Salling - James Rhodes
- Brandon Kleyla - Josiah

## Producción
En 1984 la primera versión, fue utilizado maíz verdadero para la mayoría de la filmación, no obstante maíz poliuretano tuvo que ser utilizado para las secuencias de acción más difíciles.